# توماس كلوس
توماس كلوس (بالبولندية: Tomasz Kłos)‏ (مواليد 7 مارس 1973) هو لاعب كرة قدم. يلعب مع منتخب بولندا لكرة القدم. سبق له أن لعب في كأس العالم لكرة القدم مع منتخب بلاده.

## روابط خارجية
- توماس كلوس على موقع الاتحاد الدولي (مؤرشف)  (الإنجليزية)
- توماس كلوس على موقع قاعدة بيانات كرة القدم.إي يو (الإنجليزية)
- توماس كلوس على موقع ناشيونال فوتبول تيمز (الإنجليزية)